# Philip Reeve
Philip Reeve, född 28 februari 1966 i Brighton, är en brittisk författare och illustratör. Reeve är mest känd för sin science fiction-serie De vandrande städerna.